# 平田毅
平田 毅（ひらた たけし、1957年5月6日 - ）は、NHKの元チーフアナウンサー。

## 人物
1976年、神奈川県立横浜翠嵐高等学校卒業。1980年、早稲田大学第一文学部を卒業し、NHKに入局。名古屋局時代には「きんさんぎんさん」に関する番組を制作したこともある。。
趣味は美術鑑賞、読書。

## 過去の出演番組
- FMリクエストアワー（青森、徳島局時代）